# 증평 기성전
기성전(箕聖殿)은 대한민국 충청북도 증평군 도안면 노암리에 있는, 기성 제향을 위한 사당이다. 2004년 4월 30일 증평군의 향토유적 제2호로 지정되었다.

## 개요
도안면사무소 뒤로 마을길을 ek라 행갈고개를 넘으면 노암1리(행갈) 마을이 보인다. 면사무소로부터 2.9㎞거리이다. 기성전은 1914년 한응각(韓應珏)이 기자(箕子)의 영정을 모시기 위해 세운 사당이다.
건물은 정면 3칸, 측면2칸의 팔작지붕 목조기와집이고 솟을대문에 담장을 둘렀다. 그 앞에는 홍살문을 세웠으며 1922년과 1969년에 중수했다. 해마다 음력 3월 15일과 9월 15일에 유림행사로 제향을 지내고 있다. 영정은 41.5㎝, 세로 93.5㎝의 설채지본(設彩紙本)으로, 평정건(平頂巾)을 쓰고 있다. 영정 오른쪽 아래에 '김이삼 봉증(金貳參 奉贈)'이라는 묵서가 있는 것으로 미뤄 김이삼이 모사한 것으로 추정된다. 하마석(下馬石)은 500ｍ거리의 마을회관에 있다.

## 참고 문헌
- 기성전[깨진 링크(과거 내용 찾기)] - 증평문화원